# 徐汝瀾
徐汝瀾（？—？），字鼎三，號文波，直隸宛平（今北京市）人，清朝政治人物，同進士出身。
乾隆四十五年（1780年）庚子恩科進士。嘉慶十三年（1808年）奉旨接替鄒翰，擔任台灣府知府。嘉庆二十年（1815年）七月，任泉州府知府。